# UTC±00:00

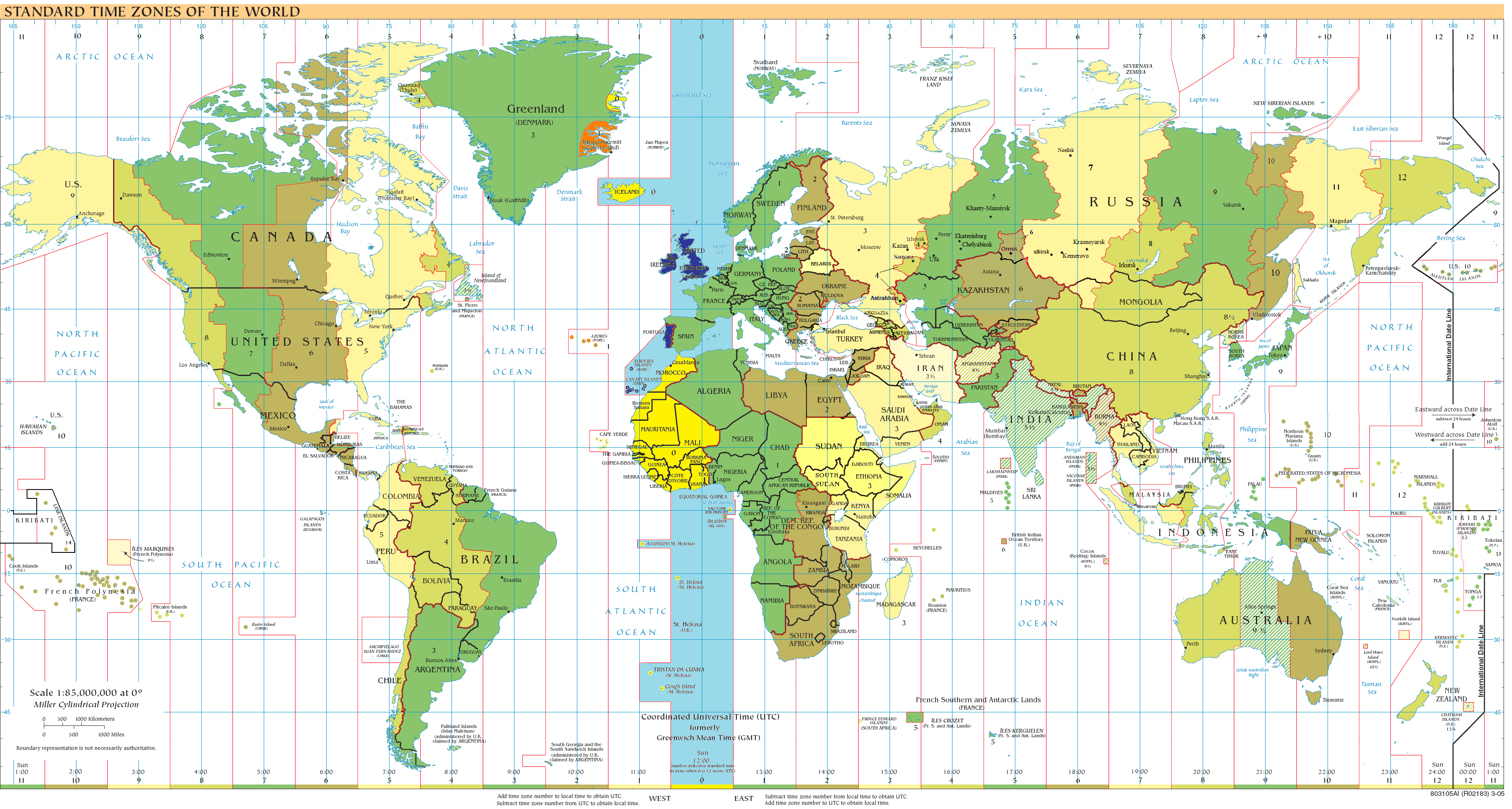
UTC±00:00

UTC±00:00 (Z – Zulu) – strefa czasowa, odpowiadająca uniwersalnemu czasowi koordynowanemu (UTC) oraz czasowi słonecznemu południka 0°.
Do strefy czasowej UTC±00:00 należy czas zachodnioeuropejski (WET, Western European Time) oraz czas Greenwich (GMT, Greenwich Mean Time).
W strefie znajduje się m.in. Londyn, Dublin, Abidżan, Akra i Lizbona.

## Strefa całoroczna
Afryka:
- Burkina Faso
- Gambia
- Ghana
- Gwinea
- Gwinea Bissau
- Liberia
- Mali
- Mauretania
- Sahara Zachodnia
- Senegal
- Sierra Leone
- Togo
- Wybrzeże Kości Słoniowej
- Wyspy Świętego Tomasza i Książęca

Europa:
- Islandia

Ocean Atlantycki:
- Grenlandia (Danmarkshavn i okolice)
- Wyspa Świętej Heleny, Wyspa Wniebowstąpienia i Tristan da Cunha (wraz z Wyspą Wniebowstąpienia i Tristan da Cunha)

## Czas standardowy (zimowy) na półkuli północnej
Afryka:
- Hiszpania (Wyspy Kanaryjskie)

Europa:
- Guernsey
- Irlandia
- Jersey
- Portugalia (z wyłączeniem Azorów)
- Wielka Brytania
- Wyspa Man
- Wyspy Owcze

## Czas letni na półkuli północnej
Ocean Atlantycki:
- Portugalia (Azory)

## Inne
- Maroko (podczas Ramadanu)